# 维诺赫拉迪夫卡 (沃兹内森斯克区)
47°16′3″N 31°1′30″E / 47.26750°N 31.02500°E
維諾赫拉迪夫卡（烏克蘭語：Виноградівка），是烏克蘭南部尼古拉耶夫州沃兹内森斯克区韦塞利诺韦市镇的村落，位於該國，由負責管轄，面積0.11平方公里，海拔高度109米，2001年人口246，人口密度每平方公里2,236.4人。